# Отапање (2. део)
Епизода Отапањње (2. део) је 21. епизода 8. сезоне серије "Војни адвокати". Премијерно је приказана 29. априла 2003. године на каналу ЦБС.

## Опис
Сценарио за епизоду су писали творци серије "МЗИС" Доналд П. Белисарио и Дон Макгил, а режирао ју је Скот Бразил.
Хармон Раб је изведен на суд због убиства поручнице Сингер, али не може да изнесе алиби што значи, ако се не докаже да је невин, могао би да заврши на доживотној. Ускоро специјални агент Динозо схвата да је случај против Раба превише савршен и почиње да тражи другог могућег осумњиченог, оног који већ дуго кује освету против Раба. У међувремену, Гибс покушава да добије податке од терористе Амада Бина Атве пре него што се деси напад на још један Амерички брод.
У овој епизоди се су се први пут појавили специјални агент Лерој Џетро Гибс, специјални агент Вивијан Блекедер, специјални агент Ентони Динозо мл., специјални агент Дон Добс, лабораторијски техничар Ебигејл Шуто и медицински вештак др. Доналд Малард,  главни ликови серије "МЗИС"

## Ликови

### Из серијеВојни адвокати
- Дејвид Џејмс Елиот као Хармон Раб мл.
- Кетрин Бел као Сара Макензи
- Патрик Лаборто као Бад Робертс
- Џон М. Џекосн као Алберт Џетро Чегвиден
- Зои Меклилан као Џенифер Коутс

### Из серијеМЗИС
- Марк Хармон као Лерој Џетро Гибс
- Робин Ливели као Вивијан Блекедер
- Мајкл Ведерли као Ентони Динозо мл.
- Том Џеј Џоунс као Дон Добс
- Поли Перет као Ебигејл Шуто
- Дејвид Макалум као др. Доналд Малард